# Maximilian Schell
Maximilian Schell, född 8 december 1930 i Wien, Österrike, död 1 februari 2014 i Innsbruck, var en österrikisk-schweizisk skådespelare.
Schells far var författare och modern skådespelare. Familjen flydde undan nazisterna 1938 och han växte upp i Zürich, Schweiz. Han gjorde sin Hollywood-debut 1958 i andra världskriget-filmen De unga lejonen. 1961 fick han rollen som försvarsadvokaten Hans Rolfe i Dom i Nürnberg där han vann en Oscar för Bästa manlige huvudroll. 1973 så skrev, producerade och regisserade Schell Fotgängarn som blev nominerad till en Oscar för Bästa utländska film.

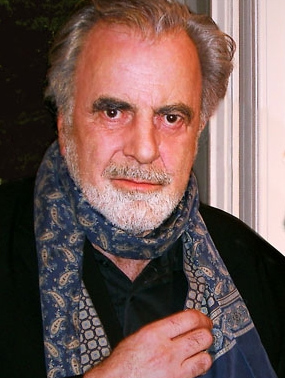
Maximilian Schell

Han var bror till skådespelerskan Maria Schell och far till skådespelerskan Nastassja Schell. Han var även gudfar till Angelina Jolie.

## Filmografi (urval)
- 1956 – Flickan från Flandern
- 1958 – De unga lejonen
- 1961 – Dom i Nürnberg
- 1962 – Fångarna i Altona
- 1964 – Topkapi
- 1968 – Heidi
- 1970 – Erste Liebe (även regi och manus)
- 1973 – Fotgängaren (även regi, manus och produktion)
- 1974 – Täcknamn Odessa
- 1977 – En bro för mycket
- 1977 – Julia
- 1977 – Järnkorset
- 1979 – Älskar, älskar inte
- 1979 – Det svarta hålet
- 1983 – The Phantom of the Opera
- 1991 – Den unga kejsarinnan (TV-serie)
- 1993 – Äventyret i Kalahariöknen
- 1994 – Abraham (TV-film)
- 1994 – Little Odessa
- 1998 – Vampires
- 1998 – Deep Impact
- 1999 – Joan of Arc
- 2008 – The Brothers Bloom